# 경주 천관사지
경주 천관사지(慶州 天官寺址)는 신라의 수도였던 서라벌(徐羅伐)에 세워져 고려 시대까지 존속했으나 후에 폐사된 사찰인 천관사의 옛 터이다. 2000년부터 2001년까지 대한민국 국립경주문화재연구소에서 발굴조사를 실시하였다. 

## 개요
도당산 서쪽 기슭 논 가운데에 있는 절터로서 현재 석재와 기와조각들만 남아 있다. 통일신라 전기에 있던 절로, 김유신과 천관이라는 기생의 이야기가 전해온다.
청년시절에 김유신은 천관이라는 기생과 사랑에 빠져 지내다가, 어머니의 꾸중으로 다시는 만나지 않겠다고 맹세를 한다. 어느날 말이 술에 취한 유신을 천관의 집 앞으로 데려가자, 유신은 말의 목을 베고 냉정하게 천관을 뿌리친다. 이를 슬퍼한 천관이 자살을 하고, 후에 유신은 천관이 살던 집에 천관사를 지어 그녀의 명복을 빌어 주었다고 한다.

## 연혁
천관사의 유래에 대해서는 고려 이인로(李仁老)의 《파한집》(破閑集)에 그 연기(緣起)가 실려 있는데, 이공승(李公升)의 동명의 한시를 설명하기 위한 이야기로써 수록되어 있다. 
신라 때의 명장이자 화랑 김유신(金庾信)은 젊었을 때 어느 기생을 가까이 해 그 집에 자주 드나들곤 했는데, 어머니 만명 부인이 이를 꾸짖자 김유신은 다시는 그 집에 가지 않았다. 하루는 술에 취해 말을 타고 오다 잠이 들었는데, 말은 주인이 가던 옛 길을 기억하고서 그만 기생의 집까지 이르렀다. 기생은 울며 김유신을 맞으러 나왔지만, 술에서 깬 김유신은 기생이 보는 앞에서 자신을 기생의 집 앞으로 태우고 온 말을 베어 죽여 버리고는 말안장까지 버린 채 가버렸다. 이후 기생이 살던 집에 천관사가 지어지게 되었고, 천관은 기생의 이름이었다는 것이다.
《삼국유사》(三國遺事)에는 신라의 원성왕(元聖王)이 되는 김경신이 즉위하기 전에, 복두를 벗고 흰 갓을 쓴 차림으로 가야금을 들고 천관사 우물로 들어가는 꿈을 꾸었다. 처음 그 꿈이 김경신 자신이 벼슬을 잃고 투옥될 것을 암시한 것이라는 해몽을 듣고 두려워 집에 숨어버린 김경신을 찾아 온 여삼은 김경신의 그 꿈은 김경신이 왕이 되어 궁으로 들어갈 것을 암시하는 길몽이라고 일러주었다고 하는 일화가 수록되어 있다. 
고려 시대까지 천관사는 존재했고, 이공승이 천관사를 찾아 남긴 시가 《파한집》에 수록되었다.
2000년부터 2001년까지 실시된 발굴조사에서 팔각형 탑신부 형태의 탑 터가 확인되었는데 이는 8세기 중후반경의 것으로 판명되었다. 이 밖에 건물터 5곳, 문터(추정) 1곳, 석등터 1곳, 석조시설 2곳, 우물 3곳과, 많은 초석적심석 떼도 확인되었다. 유물로써 금동불상을 비롯, 천(天)자명 명문기와도 수습되었다.  

## 이공승의 시
《파한집》에는 기생 천관이 자신을 버리고 무정하게 떠난 김유신을 원망하며 지은 원사(怨詞)가 있었다고 했지만 전해지지 않고, 다만 이공승의 시를 수록하였다. 
| 천관사(天官寺) |                                              |
| 寺號天官昔有緣 | 천관이라는 절 이름에 사연이 있는데           |
| 忽聞經始一悽然 | 새로 짓는다는 말 듣고 마음이 처연하네        |
| 倚酣公子遊花下 | 술 기운 가득한 공자는 꽃 아래서 노닐었고     |
| 含怨佳人泣馬前 | 한을 품은 아름다운 여인은 말 앞에서 울었다네 |
| 紅鬣有情還識路 | 말조차 정겨워서 그 길을 떠올렸을 뿐인데      |
| 蒼頭何罪謾加鞭 | 종놈은 무슨 죄라고 채찍만 때려댔는고         |
| 唯餘一曲歌詞妙 | 남은 것은 오직 한 곡조의 어여쁜 노래뿐       |
| 蟾兔同眠萬古傅 | 달 속에서 함께 자리라는 가사를 만고에 전하네 |

## 같이 보기
- 김유신
- 원성왕
- 천관녀
- 파한집

## 참고 자료
- 경주 천관사지 - 국가유산청 국가유산포털